# Max Jacob (Puppenspieler)
Philipp Karl Max Jacob (* 10. August 1888 in Bad Ems; † 8. Dezember 1967 in Hamburg) war ein deutscher Puppenspieler und der Begründer der Hohnsteiner Puppenspiele.

## Werdegang
Seit früher Jugend war Max Jacob der Wandervogelbewegung verbunden; Volkskunst und Brauchtum fühlte er sich schon früh verpflichtet. Nachdem er im Jahr 1921 einem Puppenspiel als Zuschauer beigewohnt hatte, kaufte sich Jacob, der bis dahin nicht näher mit dieser Kunstform in Berührung gekommen war, Handpuppen und führte am 10. August 1921 im erzgebirgischen Hartenstein erstmals vor Publikum – seiner eigenen Geburtstagsgesellschaft, die weitestgehend aus Wandervogel-Freunden bestand – ein kurzes Spiel auf. Hieraus entwickelten sich die Hartensteiner Puppenspiele, die nach einem Ortswechsel der größer werdenden Künstlergruppe auf die Burg Hohnstein in der sächsischen Schweiz als Die Hohnsteiner zu Weltruhm gelangen sollten.
Jacob und seine „Kasperfamilie“, wie sich die Schar aus Künstlern um ihn herum nannte, lebten zunächst auf der Burg Hohnstein und führten dort auch ihre Kasperspiele auf; als Jugendherberge sorgte die Burg für einen beständigen „Nachschub“ an interessiertem Publikum. Zur Kasperfamilie gehörten nicht nur die Puppenspieler selbst, sondern auch deren Frauen sowie der Holzbildhauer und Puppenschnitzer Theo Eggink und die Kostümbildnerin Elisabeth Grünwaldt, die Jacob beide über den Wandervogel kennengelernt hatte. Mit diesen talentierten Mitarbeitern gelang es Jacob nachhaltig, das Kaspertheater aus dem Umfeld des Jahrmarktes herauszuholen und als pädagogisches Mittel und Theaterform zu etablieren.
1933 mussten Jacob und sein Ensemble die Burg Hohnstein verlassen: Die mächtige Festung wurde von den Nazis beschlagnahmt und in ein Konzentrationslager umfunktioniert. Die Kasperfamilie zog in ein eigens von der Gemeinde errichtetes Mehrfamilienhaus („Kasperhaus“ genannt) und bekam 1939 als neue Spielstätte das Puppenspielhaus von der Ausstellung Sachsen am Werk in Dresden, wo Jacobs Bühne während der Ausstellungszeit 1938 gastiert hatte, das wieder aufgebaut wurde.
In den 1940er Jahren wurde die Hohnsteiner Bühne in der Truppenbetreuung  eingesetzt. Auch ansonsten fungierte Jacobs Theater während der NS-Zeit als die deutsche Vorzeige-Puppenbühne. 1941 trat Jacob rückwirkend zum Januar 1940 in die NSDAP ein. Unter anderem diese Verbindung zum Nationalsozialismus, die er später verleugnete, wurde ihm nach seinem Tod zum Vorwurf gemacht.
Es folgten internationale Gastspielreisen sowie zahlreiche Filmproduktionen (vorrangig Kurzfilme, mit Kaspers Reise um die Welt, 1950, aber auch abendfüllend) und Aufnahmen für den Rundfunk und (später) für das Fernsehen. Viele Texte Jacobs für die Puppenbühne erschienen von den 30er Jahren an im Druck und später zudem in andere Sprachen übersetzt. 
Nach dem Zweiten Weltkrieg begann Jacob in Hamburg einen Neuanfang mit seiner Hohnsteiner Puppenbühne. Die meisten seiner früheren Mitspieler waren – allesamt noch jung an Jahren – im Krieg gefallen oder hatten sich wie Rudolf Fischer selbstständig gemacht. Jacobs Frau Marie blieb weiterhin bis zu ihrem Tode in den 1990er Jahren im Kasperhaus in Hohnstein, ebenso der Schnitzer Eggink und die Kostümschneiderin Grünwaldt.
1953 verabschiedete Jacob sich schließlich vom aktiven Puppenspiel, blieb jedoch auf Fachtagungen und bei Lehrgängen präsent und dem Puppentheater eng verbunden. Andere Puppenspieler wie Friedrich Arndt, Harald Schwarz und Erich Kürschner führten die Arbeit der Hohnsteiner im Sinne Jacobs weiter. 1957 wurde Jacob zum Präsidenten der UNIMA, einer internationalen Puppenspielervereinigung, gewählt. Dieses Amt hatte er bis zu seinem Tode 1967 inne.
Max Jacobs Urne wurde auf dem kleinen Friedhof direkt neben dem Hohnsteiner Puppenspielhaus beigesetzt. Auf dem gleichen Friedhof ruhen heute auch seine Frau Marie, der Schnitzer Eggink und die Kostümbildnerin Grünwaldt.

## Würdigung und Nachwirkungen von Max Jacobs Schaffen
- Der an Max Jacobs langjähriger Wirkungsstätte gegründete Traditionsverein Hohnsteiner Kasper e. V. ist bemüht, das Erbe Jacobs zu pflegen und betreibt das wieder aufgebaute Max Jacob Theater im für den Kasper namensgebenden Ort Hohnstein in der Sächsischen Schweiz.[1] Hier finden Theatervorstellungen, Lesungen und Konzerte sowie Filmvorführungen statt. Besonderes Augenmerk legt der Verein auf kostengünstige Vorstellungen für Kindergruppen. Das 1939 errichtete Puppenspielhaus ist ein Kulturdenkmal und in der Denkmalsliste der Stadt Hohnstein enthalten. Es befindet sich direkt gegenüber der als Jugendherberge betriebenen Burg Hohnstein. Die Stadt Hohnstein würdigte das Werk Jacobs außerdem durch eine Benennung einer Straße in Max-Jacob-Straße.

- Die Schallplattenaufnahmen des Hohnsteiner Kaspers sind bis heute – 40 Jahre nach ihrer Entstehung – im Handel erhältlich. Auf den meisten Hörspielen spielt Jacobs Nachfolger Friedrich Arndt den Kasper, auf zwei der Hörspiele aber ist die markante Stimme Jacobs zu hören.

- Hohnsteiner Handspielpuppen werden bis heute in Hohnstein gefertigt und von dort aus in alle Welt verschickt. Es handelt sich größtenteils um die von Max Jacob und seinem Schnitzer Theo Eggink entwickelten Figurentypen.

- Von den Hohnsteiner Puppenbühnen existiert nach dem Tod sämtlicher Bühnenleiter keine einzige mehr. Zahlreiche heutige Theater schmücken sich zwar mit dem historischen Namen Hohnsteiner, stehen aber tatsächlich in keiner direkten Beziehung zu Jacob und seiner Idee vom Puppentheater und arbeiten auch nicht in seiner legitimen Nachfolge.

- Teile aus dem künstlerischen Nachlass Jacobs befinden sich heute im Puppentheatermuseum in Bad Kreuznach und im Heimatmuseum Hohnstein.
- Viele Fotos, private Briefe, sowie sein erster Kasper und andere Puppen aus den ersten Jahren befinden sich im Stadtmuseum München in der Puppentheatersammlung.

- Die Stadt Bad Ems benannte im Zuge der Belebung und Neugestaltung einen bislang vernachlässigten Durchgang in ihrer Innenstadt in Max-Jacob-Kultur-Passage um.[3]

## Aufnahmen
In der Reihe Der Hohnsteiner Kasper (aktuell bei Deutsche Grammophon) sind unter anderem mit und von Max Jacob erschienen:
Folge 1:
- Kasper wird König (mit Max Jacob als Kasper-Sprecher)
- Der Bär geht spazieren
- Die Bimmelbahn
- Die neugierige Prinzessin

Folge 2:
- Die geheimnisvolle Kaffeemühle
- Der Spaß mit dem Riesen
- Das ängstliche Gespenst
- Das Wettzaubern

Folge 3:
- Eine abenteuerliche Luftreise
- Der grüne Luftballon (Max Jacob: Wachtmeister)
- Das Teufelskarussell
- Das seltsame Murmeltier (Max Jacob: Zauberer)

Folge 4:
- Das fliegende Haus

Folge 5:
- Die Lügenbrücke
- Kasper fängt die Seeräuber
- Kummer mit der Kuckucksuhr
- Kasper und Seppel bei den Indianern

Folge 6:
- Ein Sach Datteln
- Die verhexte Kegelkugel (Max Jacob: Mann im Mond)
- Der Schatz des Wassermanns
- Aufregender Besuch (Max Jacob: Räuber)

Folge 7:
- Der Glücksvogel (mit Max Jacob als Kasper-Sprecher)
- Der Rabenprinz
- Das Regenrätselraten (Max Jacob: Klingelmann)
- Froh zu sein bedarf es wenig

Folge 8:
- Der Butzemann im Sack
- Bummelphilipp

Folge 9:
- Das Honigkuchenpferd

Folge 10:
- Ein Hund kauft ein

(Soweit nicht anders angegeben: Friedrich Arndt in der Rolle des Kaspers)